# Де Стефани, Альберто
Альберто де Стефани (итал. Alberto de Stefani; 10 июня 1879 года, Верона — 22 января 1969 года, Рим) — экономист, политический деятель Италии. В 1922—1925 годах министр финансов и глава казначейства.

## Ранние годы
Альберто де Стефани получил диплом в области права в университете Падуи. Затем он получил второе высшее образование по экономике в Венеции (Университет Ка-Фоскари), и в течение многих лет был преподавателем Римского университета. Написал ряд работ по математическим исследованиям экономического роста.

## Глава финансовой системы Италии

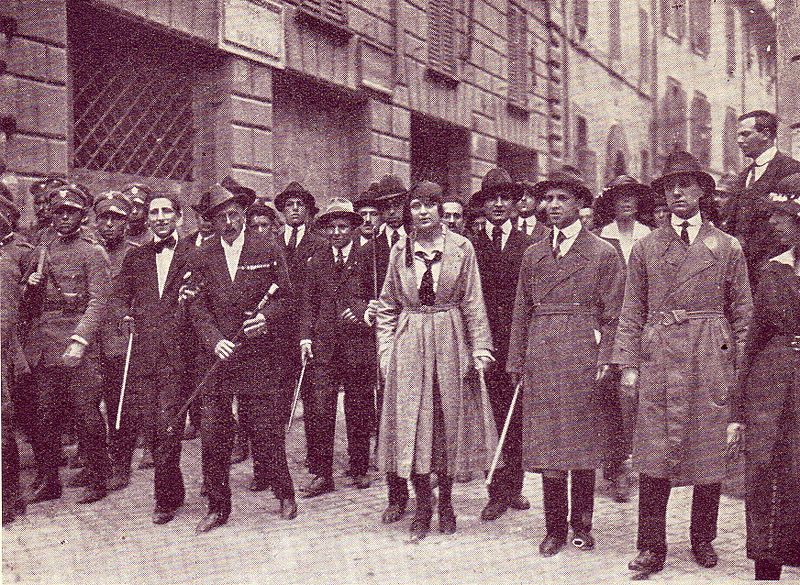
Демонстрация сквадристов в Риме.

В 1920 году Альберто де Стефани вступил в итал. Fasci italiani di combattimento (см. сквадристы), которые в ноябре 1921 года влились в Национальную фашистскую партию под руководством Бенито Муссолини. 30 октября 1922 года де Стефани был назначен министром финансов Италии. Менее, чем через два месяца, 22 декабря 1922 года де Стефани по совместительству заступил и на пост главы Казначейства (итал. Ministro del Tesoro del Regno d’Italia) после смерти на этом посту Винченцо Тангорры.
До этого в послевоенной Италии эти посты не совмещались. Став премьер-министром, Муссолини принял решение централизовать руководство финансовой системой Италии, которая, как и в других странах Европы, находилась после Первой мировой войны в плачевном положении. Де Стефани стал в экономической истории страны первым из девяти министров финансов, которые одновременно возглавляли и казначейство; эта система была отменена только в июне 1944 года при правительстве Бадольо (указ № 154 от 22 июня 1944 года).
Став в 1922 году премьер-министром, Муссолини заверил промышленников и хозяев, что его «правительство обеспечит полную свободу частному предпринимательству и откажется от вмешательства в частный сектор». На протяжении первых четырёх лет (1922—1925) экономический курс партии Муссолини следовал принципам классического либерализма: невмешательство государства в экономику (laissez-faire), поощрение свободной конкуренции.
Получив в наследство разваливающуюся экономику, новое правительство стало проводить политику экономической либерализации, сокращения государственных расходов с одновременным увеличением косвенных налогов. На своём посту министр де Стефани сократил налоги, ослабил законодательный контроль и торговые ограничения, сократил бюджетные расходы и сбалансировал бюджет. Законы военного времени, усиливавшие права государства в области воздействия на предпринимателей, были ослаблены. Вместе с тем, правительство стало активно решать проблемы занятости, в частности, путём привлечения трудящихся к работе на государственных строительных проектах, на почте, на строительстве и реконструкции железных дорог и т. п..
Период 1922—1926 годов был отмечен в экономической истории Италии быстрыми темпами роста. Особенно значительными они были в промышленности, где объём производства ежегодно возрастал на 10 %. При этом доля государственных расходов в валовом внутреннем продукте страны за этот период снизилась с 35 % до 13 %, хотя по абсолютной величине они немного росли. Число безработных за это время удалось снизить с 600 тысяч в 1921 году до 100 тысяч в 1926 году. Как результат, благосостояние итальянцев выросло, и к середине 1920-х годов производство в стране превзошло предвоенный уровень.

Рим, 30 марта 1925 года. Борьба с инфляцией.
Альберто де Стефани и руководство Казначейства Италии у мешков с банкнотами, привезёнными для сжигания.

В 1925 году Альберто де Стефани приступил к изъятию из обращения бумажных денег. В общей сложности было уничтожено наличноденежной массы на сумму 320 миллионов лир. Тем не менее, именно в это время в адрес министра стала усиливаться критика в связи с тем, что инфляция продолжалась. Хотя экономические результаты деятельности министра были позитивными, его либеральная политика и филоиндустриализм (итал. filoindustrialismo, «слишком большая любовь к промышленности») встали поперёк пути ряду влиятельных групп в экономике страны. Это были крупные землевладельцы юга Италии, включая Сицилию, и представители «семейного капитализма» на севере, которые не были заинтересованы в политике свободной торговли и не получали дотаций от правительства.
В 1926 году министр финансов оказался в состоянии конфликта и с Банком Италии, в связи с принятием нового закона о банковской деятельности. Генеральный директор Банка Италии Бональдо Стрингер, занимавший эту должность с 1900 года решил взять в свои руки контроль над денежной массой, в том числе, чтобы спасти от банкротства ряд ненадёжных банков страны. Стрингер содействовал дискредитации финансовой политики де Стефани, апеллируя к его мерам, предпринятым против спекуляций, развернувшихся с иностранной валютой. Впоследствии, при новом министре финансов Вольпи Муссолини убедили предпринять одну из самых противоречивых мер в экономической политике до 1929 года, известную в экономической истории Италии под названием итал. quota novanta (Quota 90, «Курс 90»). Идея состояла в ревальвации национальной валюты до курса 90 лир за фунт стерлингов (точнее, 18 августа 1926 года на выступлении в Пезаро Муссолини предложил привязать её по курсу 92 лиры 46 чентезимо) — тому, который был четыре года назад, когда он стал премьером.

## Учёная и политическая деятельность
Но к этому времени де Стефани, выступавший против такой волюнтаристской ревальвации, был уже деканом факультета политических наук Римского университета, где работал вплоть до предвоенного времени; в последние годы в качестве почётного профессора. В 1932 году де Стефани стал членом Большого фашистского совета. В 1939 году избран членом Академии деи Линчеи и вице-президентом Академии наук Италии.
На протяжении 1930-х годов политика Муссолини и личные убеждения де Стефани начинают понемногу расходиться. Уйдя из политики, профессор де Стефани продолжал выступать в печати уже как учёный. В частности, он занял место Луиджи Эйнауди в качестве ведущего экономический раздел газеты «Corriere della Sera». Впоследствии он также стал публиковаться и в «La Stampa», где его статьи подчас имели критическую направленность. Своё разочарование фашистским режимом он выразил опубликованными в 1941 году «Confidenze e Convinzioni» («Уверенность и убеждения»), что в условиях цензуры было воспринято как один из признаков критики власти.
В июле 1943 года де Стефани был в числе 19 членов Большого фашистского совета, проголосовавших за предложение отстранить Муссолини от власти, которое вынес в повестку дня Дино Гранди. Следствием этого был ордер на арест де Стефани, немедленно выданный правительством Итальянской социальной республики. На судебном процессе в Вероне (8-10 января 1944 года) был, в порядке контумации, заочно приговорён к смертной казни вместе с Дино Гранди и другими инициаторами отстранения Муссолини.
В 1947 году все обвинения в адрес де Стефани по поводу сотрудничества с фашистами были сняты. Реабилитированный и восстановленный в своей должности, последние годы своей жизни Альберто де Стефани посвятил преподаванию и публицистической деятельности.

## Труды
- Decadenza demografica e decadenza economica, 1920
- Dinamica patrimoniale, 1921)
- L’italiano finto povero. Commenti alle cose economiche d’Italia, 1948—1958 (отдельный сборник в 1959 году)
- Baraonda bancaria (1960)
- La dinamica patrimoniale nell’odierna economia capitalistica ed altri scritti (1961)
- Una riforma al rogo (1963), Luigi Luzzatti nella splendida luce del tramonto (1965)

а также многие статьи в «Studi economici», «Stato Sociale», «Spettacolo», «Rivista bancaria».

### Романы и новеллы
- Fuga dal tempo, 1948
- Il vaso d’argento, 1951
- Policromie, 1954.